# Kazimierz Kucharski

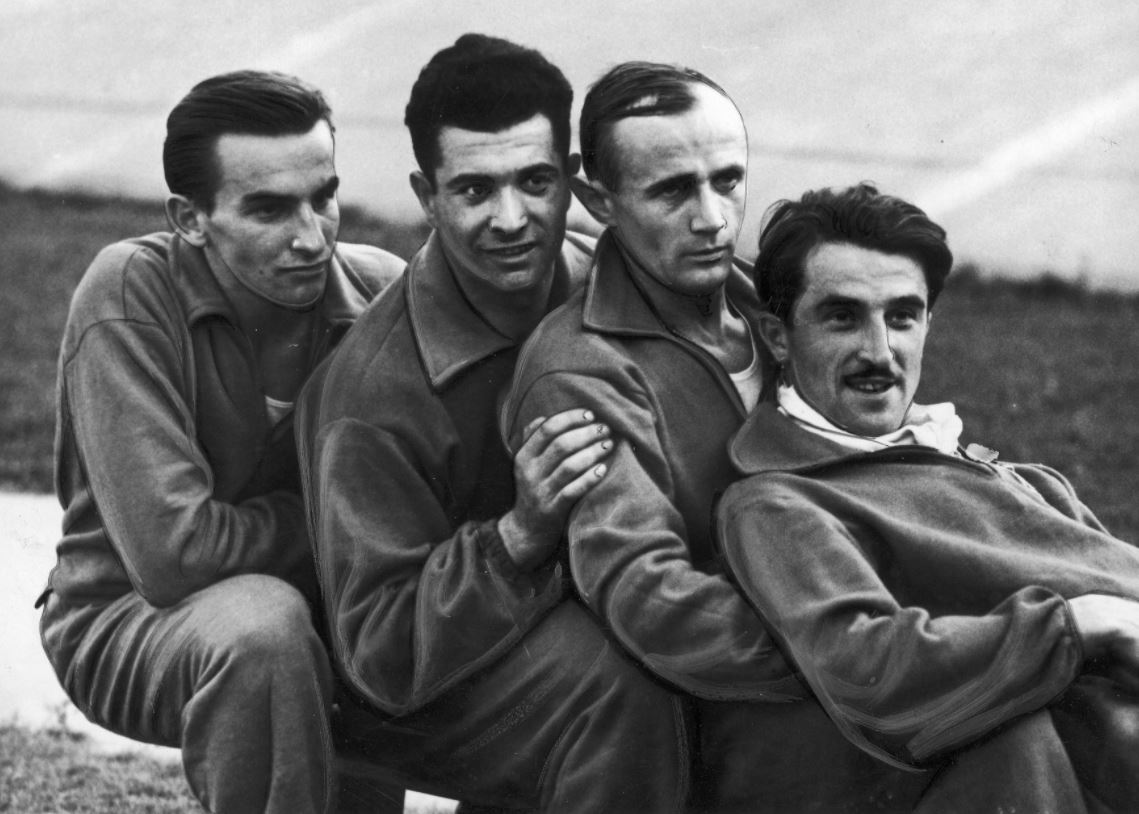
Polscy lekkoatleci w 1936 roku (od lewej): Edward Trojanowski, Bernard Zasłona, Tadeusz Śliwak i Kazimierz Kucharski

Kazimierz Kucharski (ur. 13 lutego 1909 w Łukawie, zm. 9 kwietnia 1995 w Warszawie) – polski lekkoatleta, olimpijczyk.

## Życiorys
Podczas Mistrzostw Europy w Turynie (1934) zajął 6. miejsce w biegu na 800 m. Startował na olimpiadzie w Berlinie (1936), gdzie zajął 4. miejsce na tym samym dystansie. Był także uczestnikiem polskiej sztafety 4 x 400 m. 11-krotny indywidualny mistrz Polski w biegach na 400 m (1936, 1937), 800 m (1933, 1934, 1935 i 1936) oraz 1500 m (1933, 1934, 1935, 1936 i 1937). W 1945 zdobył mistrzostwa Polski w sztafecie 4 x 400 m. Dziesięciokrotnie bił rekordy Polski.
Trzykrotnie został wybrany do dziesiątki najlepszych polskich sportowców. W Plebiscycie Przeglądu Sportowego w roku 1935 zajął 2. miejsce, a w 1936 i 1937 był piąty. Był zawodnikiem Sokoła Wilno, Jagiellonii Białystok i Pogoni Lwów. Po zakończeniu kariery został trenerem.

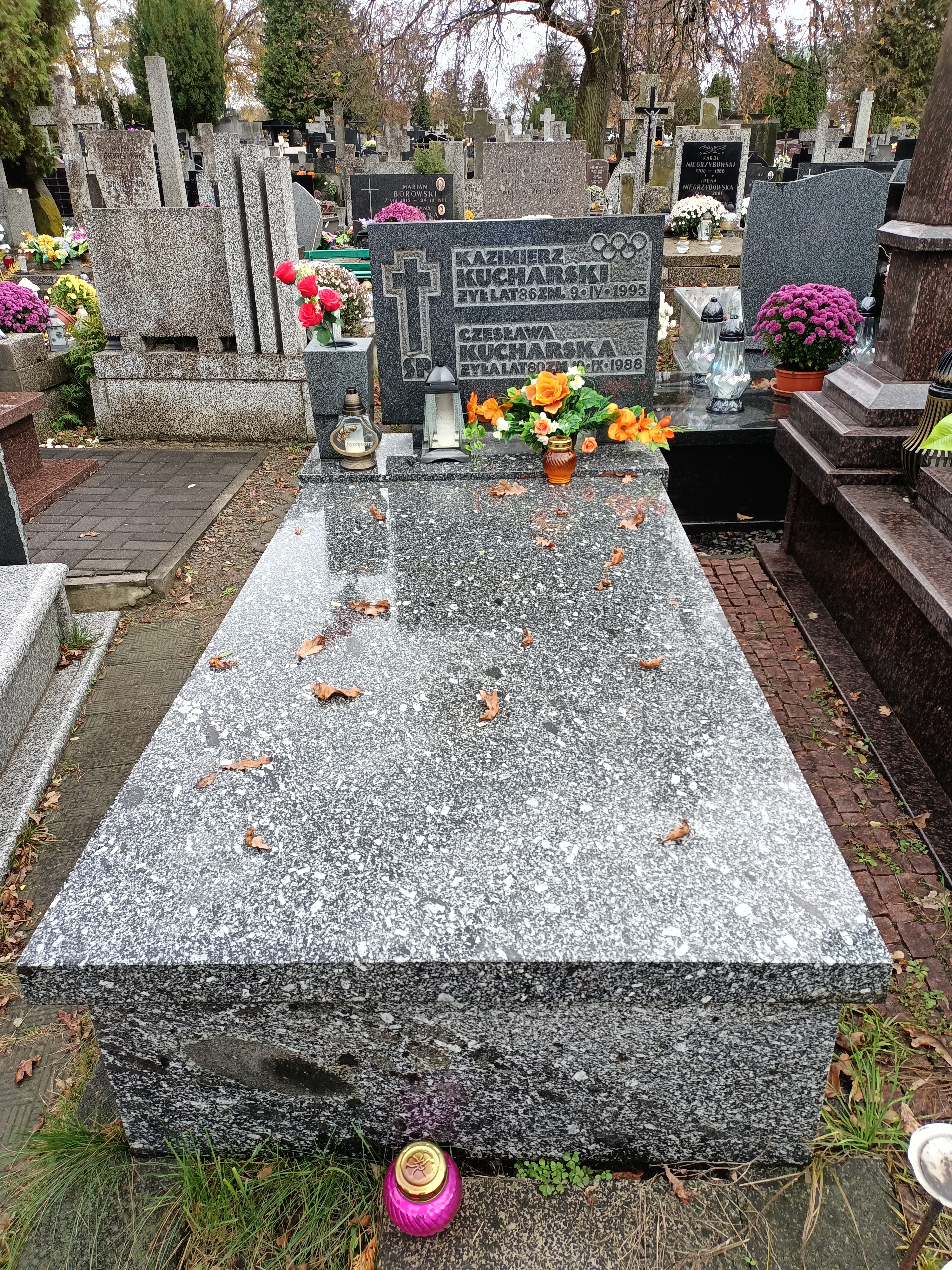
Grób Kazimierza Kucharskiego na Cmentarzu Wawrzyszewskim

Rekordy życiowe
- 800 m: 1.51.6 (1935)[1]
- 1500 m: 3.54.2 (1936)